# Anjumania dimorphella
Anjumania dimorphella är en fjärilsart som beskrevs av Hans Georg Amsel 1970. Anjumania dimorphella ingår i släktet Anjumania och familjen mott. Inga underarter finns listade i Catalogue of Life.